# Консульство Российской империи в Урге

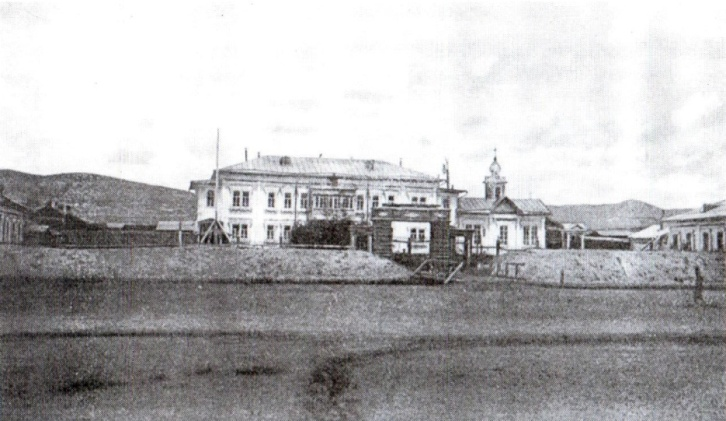
Здание Генерального консульства Российской империи в Урге

Консульство Российской империи в Урге — дипломатическое представительство Российской империи во Внешней Монголии с 1861 по 1917 год. Располагалось в современном 15-й микрорайоне Улан-Батора, в окрестностях улицы Жукова.

## История
Открылось в 1861 году в Урге, столице Внешней Монголии, бывшей тогда в составе Цинской империи. Подворье, в котором предстояло жить первому русскому консулу К. Н. Бобрыкину, было в ужасном состоянии. В доме не было окон, дверей, температура воздуха даже в летние месяцы не поднималась выше 11—14 градусов. Первую зиму Бобрыкин провёл в Пекине. 
Строительство нового здания продолжалось с 1861 по 1865 год. Несмотря на большую длительность строительства  и небольшой перерасход, новое здание заслужило высокую оценку вызванного из России эксперта: «Все вообще здания (дом, флигели, казарма), забор возведены прочно, с соблюдением правил строительного искусства и архитектуры и из материалов хорошего качества». Этнограф П. А. Ровинский, посетивший Ургу в 1871 году, так описывал его: «Консульство – это большой двухэтажный дом, с флигелями по углам обширного двора, обнесённого стеной. Снаружи у стены, на всех 4-х углах, знакомые полосатые будочки для караула. Внутри двора позади дома различные службы — погребы, кладовые, конюшня, сушильня, баня, кузница и тут же забрела юрта, как гостья. Перед домом деревца, клумбы, расчищенные дорожки». В суровых условиях Монголии озеленение участка вокруг здания консульства стоило больших усилий второму генеральному консулу России Я. П. Шишмарёву, так как даже местные виды деревьев и кустарников приживались с трудом.
Здание консульства, построенного в 1865 году, находилось в 4 верстах от центра Урги, лишь в начале XX века русским ургинцам удалось «замкнуть» русский квартал. 
Последний генеральный консул Российской империи в Урге А. А. Орлов с 1917 года был одновременно генеральным консулом в Кобдо. С сентября 1917 года — генеральный консул Российской республики. В 1918 году представлял интересы Временного Сибирского правительства, а с ноября 1918 года — правительства Колчака. Эмигрировал в 1919 году. 
В ноябре 1921 года были установлены дипломатические отношения между РСФСР (впоследствии СССР) и Монголией, в 1922 произошёл обмен послами.

## Генеральные консулы
- Боборыкин, Константин Николаевич (1861—1863)
- Шишмарёв, Яков Парфентьевич (1863—1911)
- Люба, Владимир Фёдорович (1911—1913)
- Миллер, Александр Яковлевич (1913—1916)[4]
- Орлов, Аркадий Александрович (1916—1919)